# Observatorio Vulcanológico y Sismológico de Costa Rica
El Observatorio Vulcanológico y Sismológico de Costa Rica, comúnmente llamado OVSICORI, es un instituto de investigación dependiente de la Universidad Nacional de Costa Rica encargado de la vigilancia sísmica y volcánica del país, además de la mitigación y prevención de los desastres que ambos factores generan.

## Historia
El OVSICORI nació a partir de la creación de la Universidad Nacional en 1973. En 1974 la Universidad Nacional se reunió con representantes del Servicio Geológico de Estados Unidos (USGS por las siglas en inglés), universidades estadounidenses y el Instituto Panamericano de Geografía e Historia y geólogos costarricenses. Ese mismo año el Ministerio de Economía, Industria y Comercio donó a la Universidad instrumentos de registro sísmico, la donación fue impulsada por el entonces diputado Álvaro Torres. El equipo se instaló en el Instituto Costarricense de Electricidad quien dio mantenimiento a los equipos. 
Posteriormente se funda la Escuela de Ciencias Geográficas, donde se inició el estudio académico de la actividad sismológica y vulcanológica de la Universidad Nacional, que posteriormente formaría el OVSICORI. Esta organización inicia sus labores en el año de 1978 cuando publican el primer "Boletín de Vulcanología".